# Калмаканда (подокруг)
Калмаканда (бенг. কলমাকান্দা, англ. Kalmakanda) — подокруг на северо-востоке Бангладеш в составе округа Нетрокона. Образован в 1941 году. Административный центр — город Калмаканда. Площадь подокруга — 377,41 км². По данным переписи 1991 года численность населения подокруга составляла 209 360 человек. Плотность населения равнялась 555 чел. на 1 км². Уровень грамотности населения составлял 21,4 %. Религиозный состав: мусульмане — 90 %, индуисты — 8,95 %, христиане — 0,8 %, прочие — 0,95 %.